# جاك فلين
جاك فلين (بالإنجليزية: Jack Flynn)‏ (1875 - ) هو لاعب كرة قدم بريطاني (وحمل سابقاً جنسية المملكة المتحدة لبريطانيا العظمى وأيرلندا) في مركز الهجوم. لعب مع نادي بريستول سيتي ونادي ريدنغ ونادي والسول ووست هام يونايتد.